# Islamorada, Florida
Islamorada, Village of Islands är en ort (village) i Monroe County, i delstaten Florida, USA. Enligt United States Census Bureau har orten en folkmängd på 6 119 invånare (2010) och en landarea på 16,7 km².